# Banca d’Eritrea

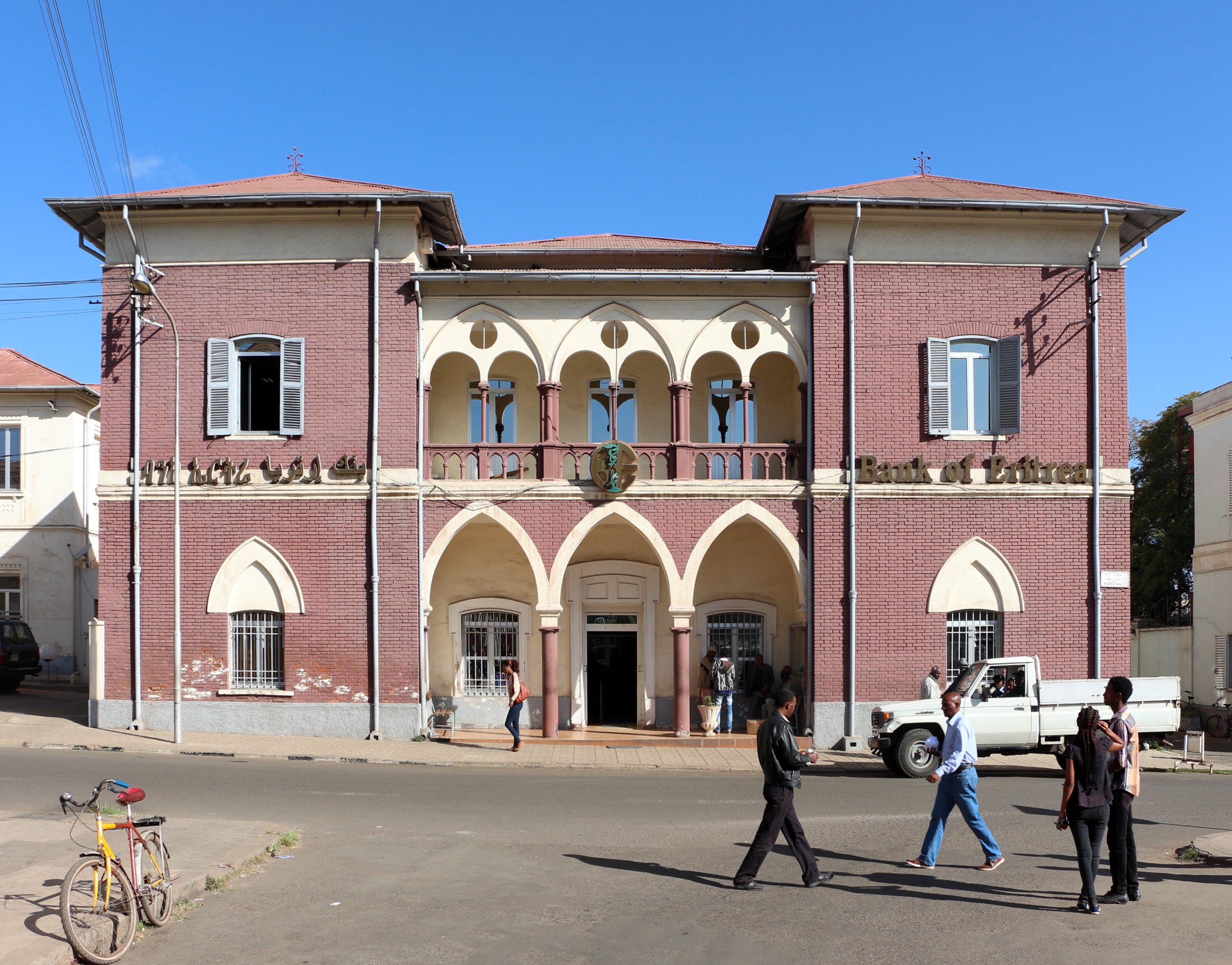
Gebäude der Bank in Asmara

Die Banca d’Eritrea (italienisch für Bank von Eritrea) war eine 1914 gegründete Bank der Kolonie Italienisch-Eritrea und ist heute die Zentralbank des Staates Eritrea.
Der Präsident der Zentralbank ist Kibreab Woldemariam. Das Hauptquartier der Bank befindet sich in der Hauptstadt Asmara in der Maekel-Region.
Die Zentralbank von Eritrea ist interessiert am Anregen ausländischer Investitionen sowie am Importieren von Kapitalgütern wie Industriemaschinerie und landwirtschaftlicher Ausrüstung. Die Zentralbank, obgleich eine Regierungsentität, ist formal unabhängig vom Finanzministerium; der Gouverneur und das politische Komitee der Bank on Eritrea formulieren und implementieren die Politik mit Einbringung des Finanzministeriums. Trotzdem ist es Reisenden gestattet, Fremdwährungen in das Land einzubringen; alle Transaktionen sind allerdings in Nakfa durchzuführen.